# 3Hz
3Hz Inc. (株式会社3Hz, Kabushiki-gaisha San Herutsu) est une entreprise et un studio d'animation japonaise fondé en mars 2013.

## Histoire
Travaillant à l'origine pour Production I.G, l'un des producteurs de Kinema Citrus, Yuichiro Matsuya, crée la société 3Hz Inc. en 2013. Leur première demande de production est la série d'animation originale Celestial Method.
En juin 2024, pendant la production de la seconde saison de la série Sword Art Online Alternative Gun Gale Online prévue pour l'automne de la même année, le 3Hz annonce que ses départements d'animation et de production d'animation arrêtent leurs activités en les transférant au studio A-1 Pictures, et que la série Sword Art Online poursuivrait sa production là-bas avec la même équipe,,.

## Productions
La société est appelée Studio 3 Hz dans les génériques des productions.

### Séries télévisées
| Année | Titre                                        | Dates de 1re diffusion | Dates de 1re diffusion | Nb. éps. | Notes |
| Année | Titre                                        | Début                  | Fin                    | Nb. éps. | Notes |
| ----- | -------------------------------------------- | ---------------------- | ---------------------- | -------- | --- |
| 2014  | Celestial Method                             | 5 octobre 2014         | 28 décembre 2014       | 13       | Série originale.                                                                                                  |
| 2016  | Dimension W                                  | 10 janvier 2016        | 27 mars 2016           | 12       | Basé sur le manga éponyme de Yūji Iwahara ; coproduite avec Orange.                                               |
| 2016  | Flip Flappers                                | 6 octobre 2016         | 29 décembre 2016       | 12       | Série originale.                                                                                                  |
| 2017  | Princess Principal                           | 9 juillet 2017         | 24 septembre 2017      | 12       | Série originale coproduite avec Actas.                                                                            |
| 2018  | Sword Art Online Alternative Gun Gale Online | 8 avril 2018           | 30 juin 2018           | 12       | D'après la série de light novel éponyme de Keiichi Sigsawa et de Kōhaku Kuroboshi ; spin-off de Sword Art Online. |
| 2019  | Rifle is Beautiful (ja)                      | 13 octobre 2019        | 18 janvier 2020        | 12       | Projet original.                                                                                                  |
| 2020  | A3!: Season Spring & Summer                  | 13 janvier 2020        | 22 juin 2020           | 12       | D'après le jeu mobile de Liber Entertainment ; coproduite avec P.A.Works,.                                        |
| 2020  | A3!: Season Autumn & Winter                  | 13 octobre 2020        | 29 décembre 2020       | 12       | D'après le jeu mobile de Liber Entertainment ; coproduite avec P.A.Works,.                                        |
| 2022  | Healer Girl                                  | 4 avril 2022           | À venir                | À venir  | Série originale,.                                                                                                 |
| 2022  | Hataraku Maou-Sama! Saison 2                 | Juillet 2022           | À venir                | À venir  | D'après la série de light novel éponyme de Satoshi Wagahara. Suite de la série d'animation du même nom,.          |

### Films d'animation
| Année | Titre          | Date de sortie | Notes            |
| ----- | -------------- | -------------- | ---------------- |
| 2019  | Black Fox (en) | 5 octobre 2019 | Projet original. |

### OAV
| Année | Titre            | Date(s) de sortie | Notes                                                                          |
| ----- | ---------------- | ----------------- | ------------------------------------------------------------------------------ |
| 2015  | Celestial Method | 24 juillet 2015   | Court épisode non diffusé avec la série télévisée.                             |
| 2016  | Dimension W      | 26 août 2016      | Épisode inédit publié avec le 6e coffret Blu-ray/DVD ; coproduite avec Orange. |

### Jeux vidéo
| Année | Titre                                                           | Notes                                                  |
| ----- | --------------------------------------------------------------- | ------------------------------------------------------ |
| 2015  | Tokyo Xanadu (ja)                                               | Production de l'animation du générique d'introduction. |
| 2016  | Ys VIII: Lacrimosa of Dana                                      | Production de l'animation du générique d'introduction. |
| 2017  | The Legend of Heroes: Trails of Cold Steel III                  | Production de l'animation du générique d'introduction. |
| 2018  | The Legend of Heroes: Trails of Cold Steel IV -THE END OF SAGA- | Production de l'animation du générique d'introduction. |